# Lewko Lukjanenko

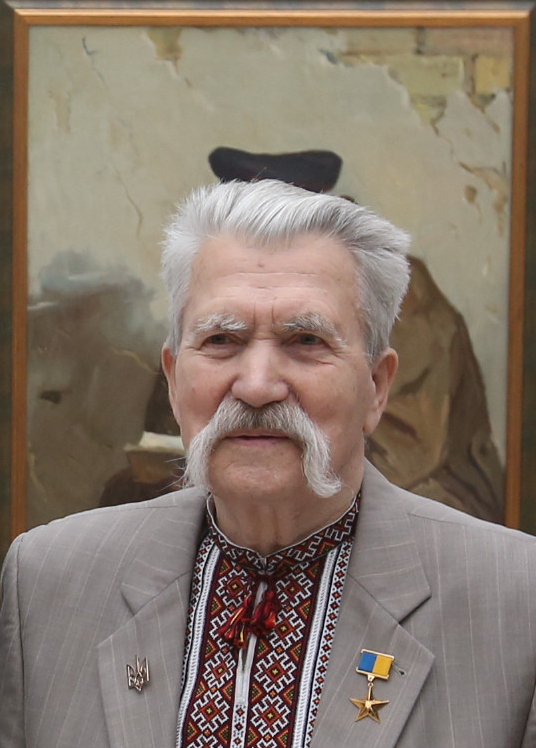
Lukjanenko 2016 bei der Verleihung des Taras-Schewtschenko-Preises

Lewko Hryhorowytsch Lukjanenko (* 24. August 1928 im Dorf Chrypiwka, Rajon Horodnja, Oblast Tschernihiw, Ukrainische Sozialistische Sowjetrepublik; † 7. Juli 2018 in Kiew) war ein sowjetischer Dissident und Bürgerrechtler, ukrainischer Politiker und Diplomat.

## Lebenslauf
Lukjanenko studierte von 1953 bis 1958 Rechtswissenschaften an der Moskauer Lomonossow-Universität und wurde aktives Mitglied der Kommunistischen Partei der Ukraine. Ab 1959 jedoch wurde er Dissident und Bürgerrechtler, weshalb er 1961 in Lwiw zum Tode verurteilt wurde. Die Strafe wurde später in eine Haftstrafe umgewandelt, die er bis 1975 verbüßte. Kurz nach seiner Haftentlassung wurde er auf Zureden Mykola Rudenkos Mitbegründer der Ukrainischen Helsinki-Gruppe. Im Dezember 1977 wurde er erneut wegen „antisowjetischer Agitation und Propaganda“ festgenommen und im Juli 1978 zu 10 Jahren Lagerhaft mit anschließender Verbannung (in die Oblast Tomsk) verurteilt. Am 30. November 1988 wurde er begnadigt und aus der Verbannung entlassen. Anfang 1989 kehrte er in die Ukraine zurück.
Nach der Auflösung der Sowjetunion setzte er seine politische Tätigkeit in der nun unabhängigen Ukraine fort. So war Lukjanenko einer der Autoren der Unabhängigkeitserklärung der Ukraine und bei der ersten Präsidentschaftswahl in der Ukraine 1991 Präsidentschaftskandidat. Er erreichte bei der Wahl mit 4,5 % der Wählerstimmen den dritten Rang. Er war mehrmals (vom 15. Mai 1990 bis zum 18. Juni 1992, vom 9. Februar 1995 bis zum 12. Mai 1998 sowie vom 14. Mai 2002 bis zum 15. Juni 2007) für verschiedene Parteien Abgeordneter in der Werchowna Rada. Vom 14. Mai 1992 bis zum 15. Oktober 1993 war Lukjanenko Botschafter der Ukraine in Kanada.
Er starb 90-jährig in Kiew und wurde dort auf dem Baikowe-Friedhof beigesetzt.

## Ehrungen
Vom ukrainischen Präsidenten Wiktor Juschtschenko wurde Lewko Lukjanenko am 19. April 2005 der Titel Held der Ukraine verliehen. Am 22. November 2007 wurde ihm der Orden des Fürsten Jaroslaw des Weisen V. Klasse und 2016 der Taras-Schewtschenko-Preis verliehen. Er erhielt außerdem weitere offizielle Auszeichnungen der Ukraine, war seit 1991 Mitglied der Akademie der Wissenschaften der Ukraine und Ehrendoktor der Rechtswissenschaften der Universität Alberta in Kanada (seit 1993).
Am 1. Dezember 2016 wurde ihm der höchste Orden der Ukraine, der Orden der Freiheit verliehen.